# Chad Jeffries
Chad Jeffries (Glendora, 25 dicembre 1992) è un giocatore di football americano statunitense, che gioca come quarterback per i Rhein Fire.
Dopo aver giocato a football americano per le squadre di college dei San Diego State Aztecs e degli Azusa Pacific Cougars si trasferisce alla squadra tedesca dei Marburg Mercenaries e successivamente agli austriaci Danube Dragons (coi quali vince il titolo nazionale). Nelle stagioni 2023 e 2024 ha giocato per i Munich Ravens, mentre dal 2025 fa parte del roster dei Rhein Fire.

## Palmarès
- 1 Austrian Bowl (2022)